# Znachor (powieść)
Znachor – powieść Tadeusza Dołęgi-Mostowicza z 1937 roku. Dzieło to powstało początkowo jako scenariusz filmowy. Kiedy jednak scenariusz odrzucono, autor przerobił go na powieść.

## Treść
Treścią jest historia renomowanego chirurga, profesora Rafała Wilczura, który pewnego dnia dowiaduje się, że jego ukochana żona Beata odeszła z kochankiem, zabierając ich córeczkę Marysię. Zrozpaczony włóczy się po mieście i pada ofiarą bandytów. Ciężko pobity doznaje amnezji. Nie wiedząc, kim jest, tuła się po wioskach, chwytając się dorywczych prac. W końcu przyjmuje go pod swój dach wiejski gospodarz i Wilczur, już jako Antoni Kosiba, rozpoczyna swoją znachorską działalność. Po udanej operacji kalekiego syna gospodarza zyskuje sławę wielkiego uzdrowiciela. Miejscowy lekarz, zazdrosny o sukces, grozi mu sądem za nielegalne wykonywanie praktyki lekarskiej... 
Sukces powieści zachęcił autora do napisania kontynuacji losów profesora Wilczura. W 1939 roku wydana została powieść Profesor Wilczur przedstawiająca jego dalsze losy.

## Źródła
W 1936 roku pisarz przebywający w majątku Piwnickich w Sikorzu, odwiedził z gospodarzami w ramach  wycieczki oddaloną o 10 km wieś Radotki, w której znajdował się młyn wodny. Przyjmował w nim pacjentów jeden z pracowników młyna, miejscowy zielarz i znachor nazwiskiem Różycki. Liczni pacjenci woleli leczyć się u znachora niż u drogich i mało skutecznych lekarzy.
Krótko wcześniej, w 1935 w dzienniku "ABC", z którym Dołęga-Mostowicz współpracował, ukazała się notatka o lekarzu, doktorze Ferdynandzie Dolanim, absolwencie uczelni medycznej w Brukseli, który w małopolskiej wsi Borek został aresztowany za znachorstwo. Dolani zataił posiadanie dyplomu doktora medycyny, ponieważ znachorom powodzi się lepiej niż lekarzom.
Historie te zainspirowały pisarza, a Radotki stały się pierwowzorem Radoliszek, które autor przeniósł jednak do północno-wschodniej Polski, na Wileńszczyznę i tereny białoruskie, skąd sam pochodził.
Wątek pobicia doktora Wilczura mógł nawiązywać do przeżyć pisarza, który za krytykę władz został pobity w 1927 roku.

## Ekranizacje
- Znachor – film polski z 1937 roku w reżyserii Michała Waszyńskiego (w roli głównej Kazimierz Junosza-Stępowski)
- Znachor – film polski z 1982 roku w reżyserii Jerzego Hoffmana (w roli głównej Jerzy Bińczycki)
- Znachor – film polski z 2023 roku w reżyserii Michała Gazdy (w roli głównej Leszek Lichota)[2]